# Borse van Amsterdam (Alost)
La Borse van Amsterdam (Bourse d'Amsterdam) est un édifice de style  Renaissance et baroque situé face au beffroi d'Alost sur la Grand-Place de la ville belge d'Alost (Aalst en néerlandais) dans la province de Flandre-Orientale.

## Historique

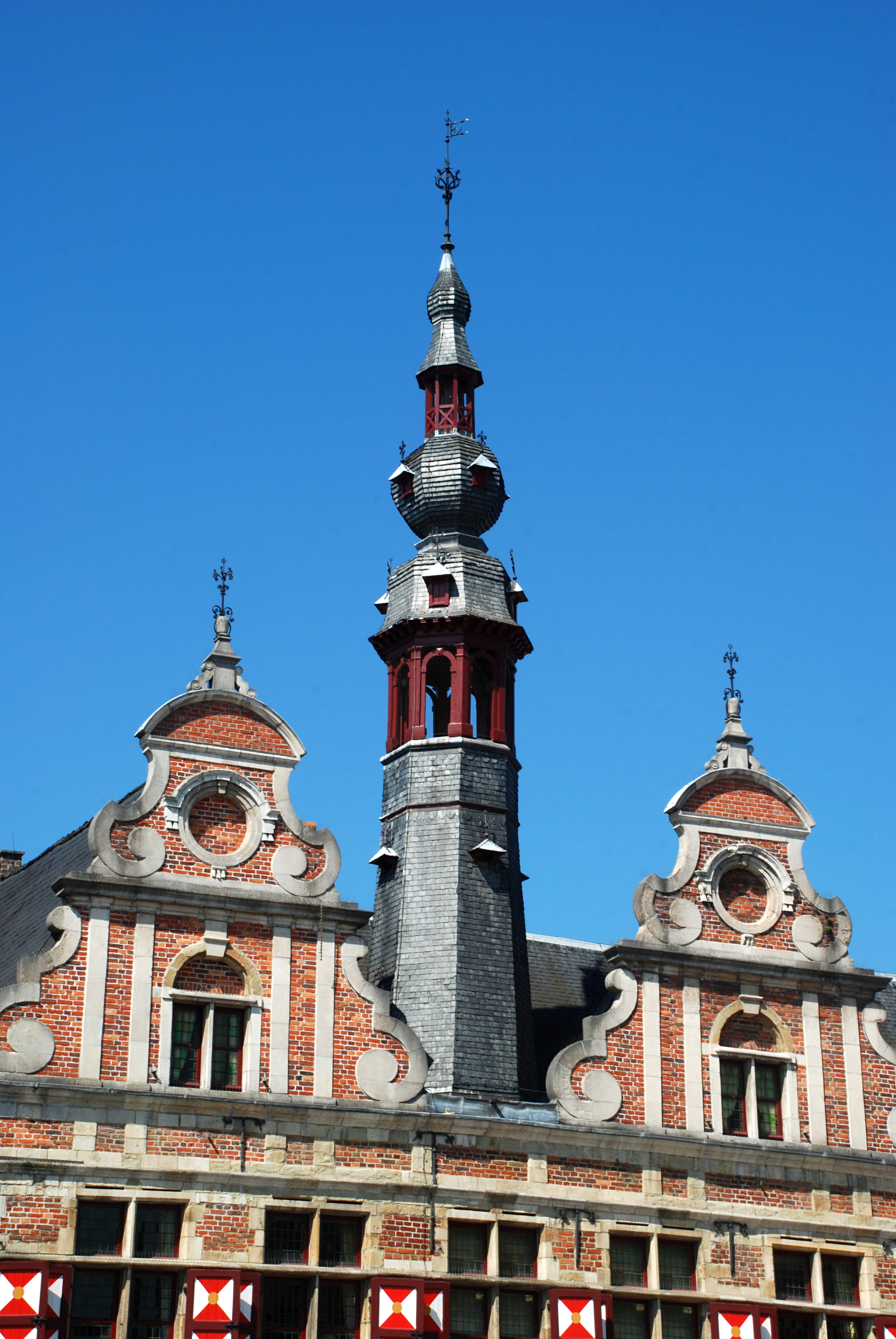
La tour.

Depuis la fin du XIVe siècle se dressait à cet endroit une halle aux viandes.
Cette halle est démolie en 1629 pour céder la place à l'édifice actuel, construit de 1630 à 1634 par l'architecte Jan du Can ou par l'architecte Gaspar Van der Moesen. Utilisé à l'origine comme orphelinat, le bâtiment est occupé de 1663 jusqu'à la fin du XVIIIe siècle par la chambre de rhétorique Barbarakamer (société littéraire, rederijkerskamer en néerlandais).
Depuis le début du XIXe siècle, l'édifice abrite une auberge appelée Vetzak ou Borse van Amsterdam.
L'édifice est classé monument historique depuis le 27 septembre 1945 et figurent à l'Inventaire du patrimoine immobilier de la Région flamande sous la référence 60.